# Crveni đavoli
Crveni đavoli navijačka su skupina koja podržava hrvatski nogometni klub RNK Split. 

## Početci navijanja
Odmah po osnutku HRŠD Anarh - preteče RNK Split koji je osnovan 1912. godine - zabilježeno je tadašnjim dnevnim tiskovinama žestoko navijanje za taj splitski klub, te obračune ondašnjih gledatelja, kibicera - često verbalne, ponekad i fizičke - sa simpatizerima tadašnjeg autonomaškog nogometnog kluba Ederra koji je u vrijeme Austro-Ugarske vladavine djelovao u Splitu.

## Između dva rata
Nakon završetka Prvog svjetskog rata policija novostvorene Kraljevine SHS, uz potporu tadašnje velikosrpske organizacije Orjuna u Splitu, nesmiljeno je progonila neistomišljenike, zabranjujući rad kluba. 
 Unatoč stalnim zabranama uprava, igrači i simpatizeri obnavljali su klub pod drugim imenima ili se fuzirali s kojim drugim splitskim klubom. Vrijedan spomen doprinosa navijača bio je dragovoljni rad na izgradnji igrališta nogometnog kluba Borac, na splitskom predjelu Bačvice.

O navijačima ondašnjeg RŠK Split piše i nekadašnji varaždinski list Hrvatsko jedinstvo pod naslovom "Golgota u Splitu". U tekstu se govori o kvalifikacijskoj utakmici između varaždinske Slavije i Splita, odigrane 1938. godine u Splitu u kojoj su navijači Splita za vrijeme i poslije utakmice kamenovali Slavijine igrače i njihov autobus. 

## Nakon Drugog svjetskog rata
U danima nakon rata obnavljaju se sportski klubovi, pa raste i interes gledatelja za sportske priredbe. Obnova RSD Split privukla je njegove nekadašnje simpatizere i navijače da ponovo bodre svoj klub. Najžešći Splitovci toga doba dolazili su iz redova splitskog radništva, poglavito iz splitskog Škvera, te obalskih radnika. Brojnost gledatelja na utakmicama porasla je potaknuta uspješnim igrama Splita, te ulaskom u ondašnju 1. saveznu ligu u sezoni 1956/57.

## Prvoligaški dani
U svoje dvije prvoligaške sezone, brojnost gledatelja je bila vrlo velika. Navijači Splita nisu štedjeli ni grla ni novca da bi pratili svoj klub. 
Ime navijača Splita Crveni đavoli je nastalo još početkom 1960-ih godina dok je RNK Split bio prvoligaš u tadašnjoj 1. saveznoj ligi.
Potaknuta novinskim natpisima u kojima su igrači Splita često nazivani "Crveni đavoli" skupina tadašnjih poklonika Splita koji su stanovali u tadašnjim tzv. Amerikanskim barakama u gradskom predjelu Bol-Plokite napisala je na komadu bijele plahte ime Crveni đavoli. Zbilo se to u sezoni 1960/61, pred prvenstvenu utakmicu s Hajdukom, u svibnju 1961.
Ispadanjem Splita u niži rang, te dugogodišnjim blijedim rezultatima kluba navijačko ime blijedi i dugo vremena se ne pojavljuje.

## Novije doba
Želeći utakmicama Splita dati ljepši kolorit, grupa simpatizera i navijača Splita obnovila je djelovanje navijačke skupine tijekom sezone 1994./95., Na utakmici protiv Jadrana iz Ploča u travnju 1994. prvi put su se u novije doba organizirano okupili Splitovi navijači. Izrađen je i dugačak navijački transparent, a Crveni đavoli su odlazili i na lokalna gostovanja. Kasnijim lošim plasmanima Splita i potonućem u županijski rang natjecanja, navijačka skupina polako zamire.
Zahvaljujući dobrim igrama Splita i očekivanim plasmanom u viši rang - 3. HNL 2007./08. skupina entuzijasta ponovo je odlučila pokrenuti navijačku skupinu koja bi pratila RNK Split. Dana 18. lipnja 2008. obnovljeni su ponovo Crveni đavoli. U narednih nekoliko godina grupa je postala prepoznatljiva u lokalnim okvirima, a zahvaljujući novo stečenom prvoligaškom statusu postaje sve poznatija diljem hrvatskih stadiona. 